# Lijst van voetbalinterlands Kenia - Rwanda
Deze lijst van voetbalinterlands is een overzicht van alle officiële voetbalwedstrijden tussen de nationale teams van Kenia en Rwanda. De Oost-Afrikaanse landen speelden tot op heden zestien keer tegen elkaar. De eerste ontmoeting, een vriendschappelijke wedstrijd, werd gespeeld op 25 november 1986 in Nairobi. Het laatste duel, een kwalificatiewedstrijd voor het Wereldkampioenschap voetbal 2022, vond plaats in Nairobi op 15 november 2021.

## Wedstrijden
| №  | Plaats   | Datum             | Competitie           | Wedstrijd      | Uitslag |
| -- | -------- | ----------------- | -------------------- | -------------- | ------- |
| 1  | Nairobi  | 25 november 1986  | Vriendschappelijk    | Kenia – Rwanda | 2 – 3   |
| 2  | Kampala  | 30 november 1995  | CECAFA Cup 1995      | Kenia – Rwanda | 1 – 0   |
| 3  | Kassala  | 19 november 1996  | CECAFA Cup 1996      | Kenia – Rwanda | 2 – 1   |
| 4  | Kigali   | 3 augustus 1999   | CECAFA Cup 1999      | Rwanda − Kenia | 0 − 0   |
| 5  | Kampala  | 22 november 2000  | CECAFA Cup 2000      | Rwanda − Kenia | 2 − 1   |
| 6  | Kigali   | 15 december 2001  | CECAFA Cup 2001      | Rwanda − Kenia | 0 − 0   |
| 7  | Kigali   | 24 augustus 2002  | Vriendschappelijk    | Rwanda − Kenia | 0 − 0   |
| 8  | Kigali   | 14 september 2003 | Vriendschappelijk    | Rwanda − Kenia | 0 − 1   |
| 9  | Khartoem | 8 december 2003   | CECAFA Cup 2003      | Kenia − Rwanda | 1 − 1   |
| 10 | Nairobi  | 12 maart 2005     | Vriendschappelijk    | Kenia − Rwanda | 1 − 1   |
| 11 | Nairobi  | 10 juni 2007      | Vriendschappelijk    | Kenia − Rwanda | 2 − 0   |
| 12 | Mombassa | 7 december 2013   | CECAFA Cup 2013      | Kenia − Rwanda | 1 − 0   |
| 13 | Kigali   | 6 juni 2015       | Vriendschappelijk    | Rwanda − Kenia | 0 − 0   |
| 14 | Machakos | 3 december 2017   | CECAFA Cup 2017      | Kenia − Rwanda | 2 − 0   |
| 15 | Kigali   | 5 september 2021  | WK 2022 kwalificatie | Rwanda − Kenia | 1 − 1   |
| 16 | Nairobi  | 15 november 2021  | WK 2022 kwalificatie | Kenia − Rwanda | 2 − 1   |

## Samenvatting
| Competitie        | Totaal gespeeld | Winst Kenia | Gelijk | Winst Rwanda | Doelsaldo Kenia – Rwanda |
| ----------------- | --------------- | ----------- | ------ | ------------ | ------------------------ |
| WK-kwalificatie   | 2               | 1           | 1      | 0            | 3 − 2                    |
| CECAFA Cup        | 8               | 4           | 3      | 1            | 8 − 4                    |
| Vriendschappelijk | 6               | 2           | 3      | 1            | 6 − 4                    |
| Totaal            | 16              | 7           | 7      | 2            | 17 − 10                  |

KFF · Selecties · Keniaans vrouwenelftal
1926 – 1939 · 
1940 – 1949 · 
1950 – 1959 · 
1960 – 1969 · 
1970 – 1979 · 
1980 – 1989 · 
1990 – 1999 · 
2000 – 2009 · 
2010 – 2019 ·
2020 − 2029
Algerije ·
Angola ·
Australië ·
Bahrein ·
Botswana ·
Burkina Faso ·
Burundi ·
Centraal-Afrikaanse Republiek ·
China ·
Comoren ·
Congo-Brazzaville ·
Congo-Kinshasa ·
Djibouti ·
Egypte ·
Equatoriaal-Guinea ·
Eritrea ·
Ethiopië ·
Gabon ·
Gambia ·
Ghana ·
Guinee ·
Guinee-Bissau ·
India ·
Indonesië ·
Irak ·
Iran ·
Ivoorkust ·
Jemen ·
Jordanië ·
Kaapverdië ·
Kameroen ·
Koeweit ·
Lesotho ·
Liberia ·
Libië ·
Madagaskar ·
Malawi ·
Maleisië ·
Mali ·
Marokko ·
Mauritanië ·
Mauritius ·
Mozambique ·
Namibië ·
Nieuw-Zeeland ·
Nigeria ·
Oeganda ·
Oman ·
Pakistan ·
Qatar ·
Rusland ·
Rwanda ·
Senegal ·
Seychellen ·
Sierra Leone ·
Soedan ·
Somalië ·
Swaziland ·
Taiwan ·
Tanzania ·
Thailand ·
Togo ·
Trinidad en Tobago ·
Tunesië ·
Verenigde Arabische Emiraten ·
Zambia ·
Zimbabwe ·
Zuid-Afrika ·
Zuid-Korea ·
Zuid-Soedan ·
Zwitserland
FERWAFA · Rwandees vrouwenelftal
1976 – 1989 · 
1990 – 1999 · 
2000 – 2009 · 
2010 – 2019 ·
2020 − 2029
Algerije ·
Angola ·
Benin ·
Botswana ·
Burundi ·
Centraal-Afrikaanse Republiek ·
Congo-Brazzaville ·
Congo-Kinshasa ·
Djibouti ·
Egypte ·
Equatoriaal-Guinea ·
Eritrea ·
Ethiopië ·
Gabon ·
Ghana ·
Guinee ·
Ivoorkust ·
Kaapverdië ·
Kameroen ·
Kenia ·
Lesotho ·
Liberia ·
Libië ·
Madagaskar ·
Malawi ·
Mali ·
Marokko ·
Mauritanië ·
Mauritius ·
Mozambique ·
Namibië ·
Nigeria ·
Oeganda ·
Senegal ·
Seychellen ·
Soedan ·
Somalië ·
Tanzania ·
Togo ·
Tunesië ·
Zambia ·
Zimbabwe ·
Zuid-Afrika ·
Zuid-Soedan